# Secretary (Maryland)
Secretary es un pueblo ubicado en el condado de Dorchester en el estado estadounidense de Maryland. En el año 2010 tenía una población de 535 habitantes y una densidad poblacional de 1.783,33 personas por km².

## Geografía
Secretary se encuentra ubicado en las coordenadas 38°36′36″N 75°56′56″O / 38.61000, -75.94889.

## Demografía
Según la Oficina del Censo en 2000 los ingresos medios por hogar en la localidad eran de $39.063 y los ingresos medios por familia eran $40.441. Los hombres tenían unos ingresos medios de $26.023 frente a los $22.292 para las mujeres. La renta per cápita para la localidad era de $15.881. Alrededor del 4,2% de la población estaba por debajo del umbral de pobreza.